# 숭현사·옥화서원
숭현사·옥화서원은 충청북도 청주시 상당구에 있다. 2015년 4월 17일 청주시의 향토유적 제20호로 지정되었다.

## 개요
1717년 이득윤, 윤승임, 박곤원, 윤사석의 위패를 봉안하기 위해 세운 서원이다.